# Pramac Racing

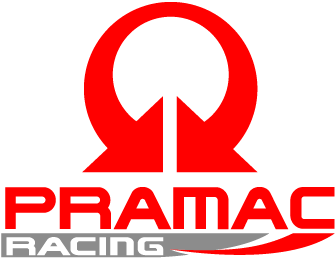
Pramac Racing-Logo

Pramac Racing ist ein italienisches Motorsportteam, das in der MotoGP-Klasse der Motorrad-Weltmeisterschaft startet und vom ehemaligen spanischen Motorradrennfahrer Luis d’Antin gegründet wurde.
Das Team war lange Jahre unter dem Namen Antena 3 Yamaha D’Antin bekannt, von 2005 bis 2012 mit einer Unterbrechung in 2008 startete es als Pramac D’Antin MotoGP, benannt nach dem Hauptsponsor und Mitbesitzer Pramac, einem italienischen Industrieunternehmen, das unter anderem Geräte zur Stromerzeugung herstellt. In der Saison 2008 hieß das Team Alice Team, da die Telecom-Italia-Tochter Alice der Hauptsponsor war. Die Fahrer in der Saison 2024 sind der Italiener Franco Morbidelli sowie der Spanier Jorge Martín.

## Geschichte
Im Jahr 1999 gründete Luis D’Antin das Team, mit dem spanischen Telekommunikationsunternehmen Antena 3 fand er sofort einen potenten Sponsor, der das Team bis Ende 2002 unterstützen sollte. Man startete in der Saison 1999 in der 250-cm³-Klasse der Motorrad-WM mit Yamaha-Maschinen und den beiden Spaniern Fonsi Nieto und David García als Piloten.
Zur Saison 2000 stieg das Team in die 500-cm³-Klasse auf und konnte mit dem Japaner Norick Abe beim Grand Prix von Japan in Suzuka den bisher einzigen Sieg des Teams feiern. Abe belegte am Saisonende den achten Rang in der WM-Gesamtwertung.
In der Saison 2001 startete das D’Antin MotoGP mit dem Spanier José Luis Cardoso als zweitem Fahrer neben Abe, der in dieser Saison den siebten WM-Rang erreichte.
Zur Saison 2002 wurde die 500-cm³-Klasse zur MotoGP-Klasse und das D’Antin Team startete mit unveränderter Fahrerbesetzung. Norick Abe fuhr konstant unter die besten zehn und belegte am Saisonende den sechsten Platz der Fahrerwertung. Im selben Jahr begann auch die Geschichte Pramacs mit Tetsuya Harada als Fahrer.
In der Saison 2003 setzte D’Antin erstmals Yamaha-Viertakter ein. Pilot in diesem Jahr war der Japaner Shin’ya Nakano, der zwar in jedem Saisonlauf punkten konnte, aber keine Podiumsplatzierung einfuhr und die Saison auf dem zehnten Platz der WM abschloss.
Zur Saison 2004 wechselte das Team auf Ducati und setzte das Werks-Motorrad aus dem Vorjahr ein, mit dem Loris Capirossi einen WM-Lauf gewonnen hatte. Als Fahrer wurde der Brite Neil Hodgson, der im Vorjahr auf Ducati Superbike-Weltmeister geworden war, und der Spanier Rubén Xaus ins Team gelotst. Das Highlight der Saison war ein dritter Platz von Xaus beim Grand Prix von Katar in Losail. Während des Jahres kam das Team jedoch in finanzielle Schwierigkeiten. Nachdem man mit dem potentiellen Sponsor VISA aussichtsreiche Verhandlungen geführt hatte und sogar schon einige Rennen in den Farben des Unternehmens bestritten hatte, zog sich dieses zurück und man fand während der Saison keinen anderen Hauptsponsor.
Die Saison 2005, welche die erste nach der Fusion zwischen Pramac und D’Antin war, bestritt man wieder nur mit einem Fahrer, dem Italiener Roberto Rolfo. Aufgrund der Zahlungsschwierigkeiten im vorangegangenen Jahr bekam man von Michelin keine Rennreifen mehr geliefert und musste mit dem unterlegenen Material von Dunlop vorliebnehmen, wodurch Rolfo häufig nur auf hinteren Plätzen landete.
Auch in der Saison 2006 startete das Team wieder auf Ducati und bekam mit der Desmosedici GP6 ein Motorrad geliefert, das der aktuellen Werksmaschine technisch nahezu ebenbürtig war. Die beiden Piloten Alex Hofmann und José Luis Cardoso hatten jedoch wiederum oft mit dem unterlegenen Reifenmaterial von Dunlop zu kämpfen und zählten häufig nur zu den Hinterbänklern.
Für die Saison 2007 war man im Team sehr optimistisch, da man die brandneue Desmosedici GP7 einsetzte, die nach dem neuen Reglement nur noch 800 cm³ statt 990 cm³ Hubraum hatte. An der Seite von Alex Hofmann fuhr der brasilianische Routinier Alex Barros, der aus der Superbike-WM zurückkehrte. Außerdem startete das Team 2007 auf Bridgestone-Reifen, die 2006 immerhin vier Grand-Prix-Siege einfahren konnten und hatte so das gleiche Paket wie das Werksteam zur Verfügung, in dem der Australier Casey Stoner sich überlegen den WM-Titel sicherte. Während Alex Barros die Rennen regelmäßig unter den besten zehn beendete und in Italien sogar einen Podestplatz einfahren konnte, hatte Alex Hofmann weniger Glück. In Laguna Seca wurde er schuldlos in einen Unfall mit Sylvain Guintoli verwickelt, bei dem er sich schwer an der linken Hand verletzte. Nach seiner Rückkehr wurde er wegen fehlender Motivation entlassen, seinen Platz im Team bekam Chaz Davies.
In der Saison 2008 fuhren der Franzose Sylvain Guintoli und der Spanier Toni Elías für das Team, das als Alice-Team antrat. Es setzte weiterhin Ducati-Motorrädern mit Bridgestone-Reifen ein. Elías beendete in der Saison zwei Rennen auf Podestplatzierungen. Beim Großen Preis von Tschechien fuhr er auf den zweiten Platz und beim Großen Preis von San Marino wurde er Dritter. Guintoli erreichte keine Podestplatzierungen und beendete die Saison auf den 13. Rang hinter seinem Teamkollegen.
2009 verpflichtete das wieder unter Pramac Racing antretende Team die beiden Fahrer Mika Kallio und Niccolò Canepa. Beide verfehlten in der Saison Podestplatzierungen und fuhren auf die Ränge 15 und 16 in der Saisonwertung. Im späteren Saisonverlauf engagierte das Team Michel Fabrizio, der als Ersatzfahrer ein Rennen bestritt. Zum Ende der Saison fuhr Aleix Espargaró vier Rennen für das Team, da Canepa an drei Rennläufen nicht teilnehmen konnte.
In der folgenden Saison 2010 bestritt Kallio sein zweites Jahr bei Pramac Racing. Canepa wurde durch Espargaró ersetzt. Auch in dieser Saison konnte das Team keinen Rennerfolg für sich verbuchen. Bei den letzten beiden Rennen in Estoril und Valencia fuhr der Spanier Carlos Checa für den aus dem Team ausgeschiedenen Mika Kallio.
Im nächsten Jahr startete das Team mit den neuen Fahrern Randy De Puniet und Loris Capirossi. Beide beendeten die Saison 2011 ohne Podesterfolge auf den Rängen 16 und 17. Beim Großen Preis von Japan fuhr der Australier Damian Cudlin für den verletzten Capirossi ohne jedoch in die Punkteränge zu gelangen.
2012 verpflichtete das Team mit Héctor Barberá nur einen Fahrer für die Saison, der trotz einer Verletzung an drei nicht teilgenommenen Rennen mit dem 11. Platz in der Saisonwertung das beste Teamergebnis nach fünf Jahren erzielte. Als Ersatzfahrer für Barberá fuhr Toni Elías drei Rennläufe und sicherte sich 10 Punkte. Mit insgesamt 93 Punkten wurde das Team Achter in der Teamwertung.

## Statistik
(Stand: Saisonende 2012)
| Saison | Klasse  | Motorrad                | Startnummer | Fahrer            | Rennen | Siege | Podien | Punkte | WM-Platz |
| ------ | ------- | ----------------------- | ----------- | ----------------- | ------ | ----- | ------ | ------ | -------- |
| 1999   | 250 cm³ | Yamaha                  | 10          | Fonsi Nieto       | 16     | –     | –      | 10     | 23.      |
| 1999   | 250 cm³ | Yamaha                  | 15          | David García      | 15     | –     | –      | 4      | 29.      |
| 2000   | 500 cm³ | Yamaha                  | 6           | Norick Abe        | 16     | 1     | 3      | 147    | 8.       |
| 2001   | 500 cm³ | Yamaha YZR 500          | 6           | Norick Abe        | 16     | –     | 1      | 137    | 7.       |
| 2001   | 500 cm³ | Yamaha YZR 500          | 10          | José Luis Cardoso | 16     | –     | –      | 45     | 16.      |
| 2002   | MotoGP  | Yamaha                  | 6           | Norick Abe        | 15     | –     | –      | 129    | 6.       |
| 2002   | MotoGP  | Yamaha                  | 20          | Pere Riba         | 6      | –     | –      | 4      | 27.      |
| 2002   | MotoGP  | Yamaha                  | 30          | José Luis Cardoso | 6      | –     | –      | 9      | 23.      |
| 2003   | MotoGP  | Yamaha YZR-M1           | 56          | Shin’ya Nakano    | 16     | –     | –      | 101    | 10.      |
| 2004   | MotoGP  | Ducati Desmosedici GP3  | 11          | Rubén Xaus        | 16     | –     | –      | 77     | 11.      |
| 2004   | MotoGP  | Ducati Desmosedici GP3  | 50          | Neil Hodgson      | 16     | –     | 1      | 38     | 17.      |
| 2005   | MotoGP  | Ducati Desmosedici GP4  | 44          | Roberto Rolfo     | 17     | –     | –      | 25     | 18.      |
| 2006   | MotoGP  | Ducati Desmosedici GP6  | 22          | Ivan Silva        | 3      | –     | –      | 0      | 23.      |
| 2006   | MotoGP  | Ducati Desmosedici GP6  | 30          | José Luis Cardoso | 17     | –     | –      | 10     | 20.      |
| 2006   | MotoGP  | Ducati Desmosedici GP6  | 66          | Alex Hofmann      | 14     | –     | –      | 30     | 17.      |
| 2007   | MotoGP  | Ducati Desmosedici GP7  | 4           | Alex Barros       | 18     | –     | 1      | 115    | 10.      |
| 2007   | MotoGP  | Ducati Desmosedici GP7  | 22          | Iván Silva        | 1      | –     | –      | –      | –        |
| 2007   | MotoGP  | Ducati Desmosedici GP7  | 57          | Chaz Davies       | 4      | –     | –      | –      | –        |
| 2007   | MotoGP  | Ducati Desmosedici GP7  | 66          | Alex Hofmann      | 12     | –     | –      | 65     | 13.      |
| 2007   | MotoGP  | Ducati Desmosedici GP7  | 72          | Shin’ichi Itō     | 1      | –     | –      | 1      | 26.      |
| 2008   | MotoGP  | Ducati Desmosedici GP8  | 24          | Toni Elías        | 18     | –     | 2      | 92     | 12.      |
| 2008   | MotoGP  | Ducati Desmosedici GP8  | 50          | Sylvain Guintoli  | 18     | –     | –      | 67     | 13.      |
| 2009   | MotoGP  | Ducati Desmosedici GP9  | 36          | Mika Kallio       | 13     | –     | 1      | 54     | 15.      |
| 2009   | MotoGP  | Ducati Desmosedici GP9  | 44          | Aleix Espargaró   | 4      | –     | –      | 16     | 18.      |
| 2009   | MotoGP  | Ducati Desmosedici GP9  | 84          | Michel Fabrizio   | 1      | –     | –      | –      | –        |
| 2009   | MotoGP  | Ducati Desmosedici GP9  | 88          | Niccolò Canepa    | 14     | –     | –      | 38     | 16.      |
| 2010   | MotoGP  | Ducati Desmosedici GP10 | 36          | Mika Kallio       | 16     | –     | –      | 43     | 17.      |
| 2010   | MotoGP  | Ducati Desmosedici GP10 | 44          | Aleix Espargaró   | 18     | –     | –      | 65     | 14.      |
| 2010   | MotoGP  | Ducati Desmosedici GP10 | 71          | Carlos Checa      | 2      | –     | –      | 1      | 21.      |
| 2011   | MotoGP  | Ducati Desmosedici GP11 | 6           | Damian Cudlin     | 1      | –     | –      | –      | –        |
| 2011   | MotoGP  | Ducati Desmosedici GP11 | 14          | Randy De Puniet   | 15     | –     | –      | 49     | 16.      |
| 2011   | MotoGP  | Ducati Desmosedici GP11 | 65          | Loris Capirossi   | 13     | –     | –      | 43     | 17.      |
| 2012   | MotoGP  | Ducati Desmosedici GP12 | 8           | Héctor Barberá    | 15     | –     | –      | 83     | 11.      |
| 2012   | MotoGP  | Ducati Desmosedici GP12 | 24          | Toni Elías        | 3      | –     | –      | 10     | 24.      |

### Team-WM-Ergebnisse

#### D’Antin MotoGP (2002–2004)
- 2002 – Sechster
- 2003 – Achter
- 2004 – Achter

#### Pramac Racing (2002 & 2003)
- 2002 – Elfter
- 2003 – Neunter

#### Pramac d’Antin bzw. Alice Team & Pramac Racing (seit 2005)
- 2005 – Zehnter
- 2006 – Elfter
- 2007 – Sechster
- 2008 – Achter
- 2009 – Achter
- 2010 – Achter
- 2011 – Sechster
- 2012 – Achter
- 2013 – Achter
- 2014 – Sechster
- 2015 – Sechster
- 2016 – Sechster
- 2017 – Fünfter
- 2018 – Fünfter
- 2019 – Sechster
- 2020 – Fünfter
- 2021 – Vierter
- 2022 – Vierter
- 2023 – Weltmeister

#### MotoE World Cup
- 2019 – Fünfter
- 2020 – Sechster

### Grand-Prix-Siege
D’Antin
| Saison | Klasse  | Rennen |
| ------ | ------- | ------ |
| 2000   | 500 cm³ | Japan  |

Pramac
| Saison | Klasse | Rennen                                           |
| ------ | ------ | ------------------------------------------------ |
| 2021   | MotoE  | Spanien                                          |
| 2021   | MotoGP | Steiermark                                       |
| 2023   | MotoGP | Deutschland San Marino Japan Australien Thailand |
| 2024   | MotoGP | Portugal Frankreich Indonesien                   |